# (30096) Glindadavidson
(30096) Glindadavidson est un astéroïde de la ceinture principale.

## Description
(30096) Glindadavidson est un astéroïde de la ceinture principale. Il fut découvert le 4 mars 2000 aux monts Santa Catalina par le programme CSS. Il présente une orbite caractérisée par un demi-grand axe de 2,46 UA, une excentricité de 0,16 et une inclinaison de 2,6° par rapport à l'écliptique.